# Stepanje
Stepanje (en serbe cyrillique : Степање) est un village de Serbie situé dans la municipalité de Lajkovac, district de Kolubara. Au recensement de 2011, il comptait 443 habitants.

## Démographie

### Évolution historique de la population
| 1948 | 1953 | 1961 | 1971 | 1981 | 1991 | 2002 | 2011 |
| ---- | ---- | ---- | ---- | ---- | ---- | ---- | ---- |
| 693  | 695  | 732  | 652  | 612  | 550  | 486  | 443  |

|  |